# Sicya myron
Sicya myron är en fjärilsart som beskrevs av Druce 1892. Sicya myron ingår i släktet Sicya och familjen mätare. Inga underarter finns listade i Catalogue of Life.